# Пантелейково
Пантеле́йково (рос. Пантелейково) — присілок у складі Артинського міського округу Свердловської області.
Населення — 395 осіб (2010, 448 у 2002).
Національний склад станом на 2002 рік: марійці — 72 %, росіяни — 26 %.